# Place Belliard
La Place Belliard est une place située à Fontenay-le-Comte, en France, où sont situées six maisons et immeubles inscrits monuments historiques.

## Localisation
La place est située à Fontenay-le-Comte, dans le département français de la Vendée.

## Description

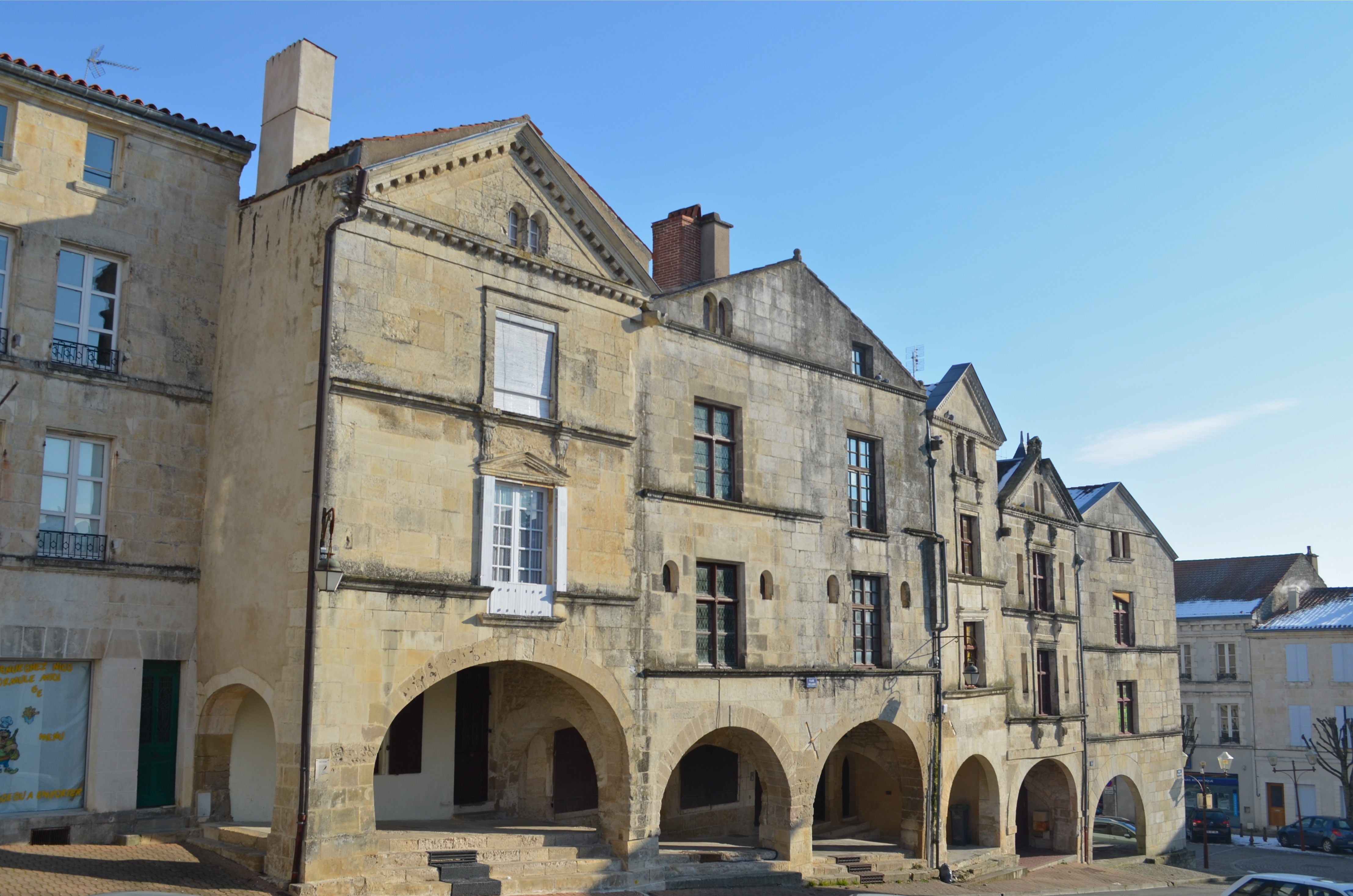
Les maisons en arcades

La place porte depuis 1836 nom du général Augustin-Daniel Belliard, né à Fontenay-le-Comte, général sous l'Empire, mais également ambassadeur français à Bruxelles. Sa maison de naissance se trouve sur l'immeuble n°11.

## Historique

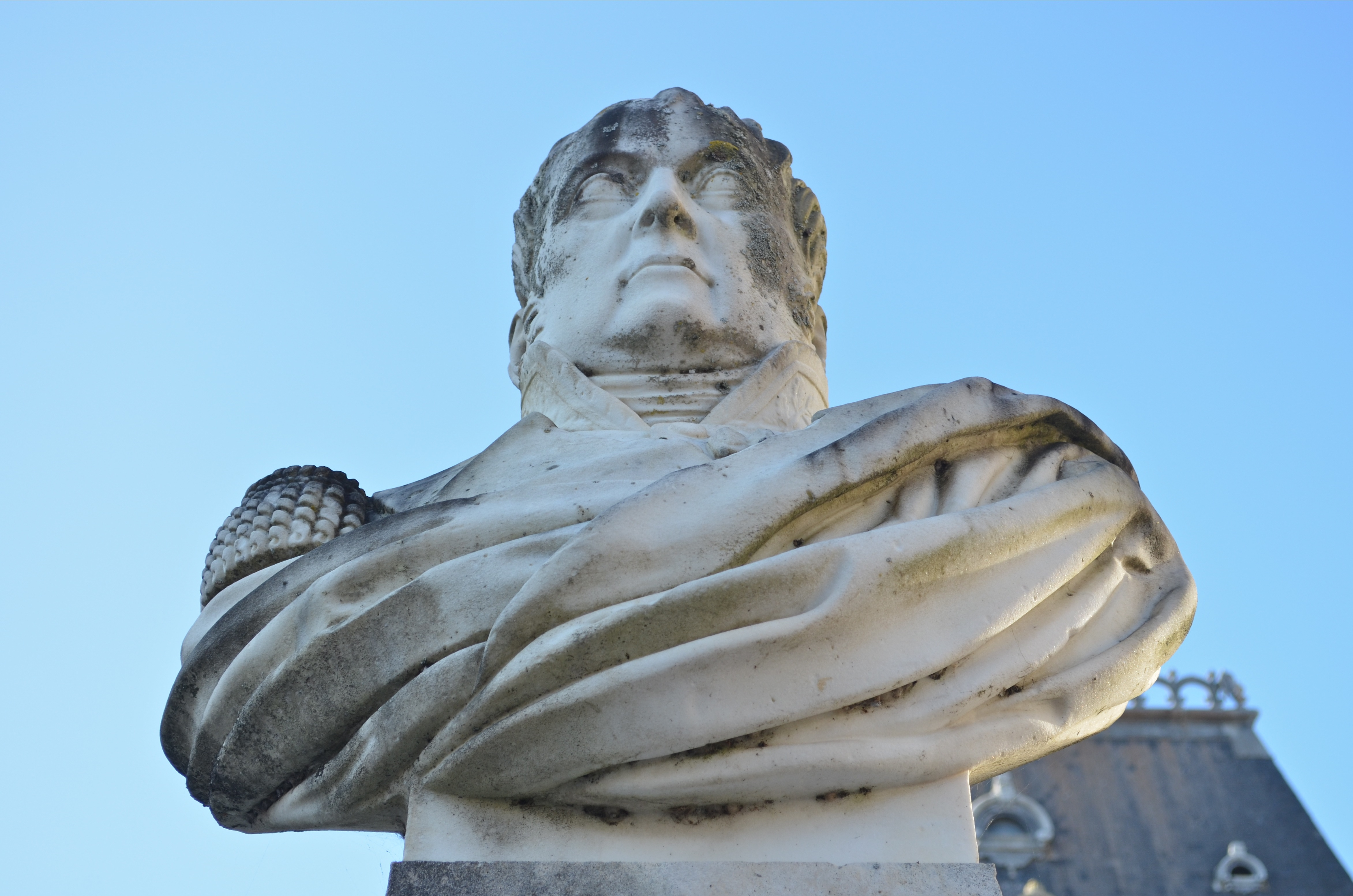
Buste du général Belliard au centre de la place

Du XIIe au XVIIIe siècle, la place Belliard était la seule qui se trouvait dans l'enceinte fortifiée de la villeDurant le Moyen Âge, la place fut le forum  de la cité, où nombre de citoyens se réunissaient. Elle était à l'avenant, durant la Renaissance, le principal centre commercial avec son marché aux herbes et fruits, ouvert le mercredi, vendredi et samedi jusqu'en 1812 . Les six immeubles à arcades datent de l'époque de François 1er et furent réalisés de le style de Touraine. L'immeuble n°14 formant l'angle de la place et de la rue des Drapiers ont été bouchées en 1836. L'une des maisons porte une inscription gravée, portant ces mots "1605 PEV ET PAIX".  En 1896, incendie ravagea les maisons avoisinantes. Elles seront pas reconstruires et laissent la place telle qu'elle. 
En 1898, deux plaques en marbre, évoquant la brillante carrière du général Augustin-Daniel Belliard sont apposées sur la maison natale de ce dernier, à la suite d'une décision du conseil municipal du 16 mai. Le buste apposé en 1836, sera enlevé et entreposé à la mairie. 11 ans après, un nouveau monument pierre de taille entouré d'arbustes sera érigée en sa mémoire ; son buste reviendra sur la place, et il est à nouveau inauguré le 2 juin 1907. L'inauguration du monument donnera lieu également à une fête importante, qui sera accompagnée d'une ambiance chaleureuse dans toute la ville. 
En 1911, plusieurs maisons sont démolies poor permettre la construction du nouvel hôtel de la Caisse d'Épargne.
Durant le cadre du contrat " ville moyenne", la place a été réaménagée entre 1981-1982 permettant ainsi une meilleure circulation automobile et offrant 26 place de stationnement. Néanmoins une partie du monument est conservé. 
Six maisons et immeubles de la place, situés aux numéros 14, 16, 18, 20, 22 et 24, sont inscrits au titre des monuments historiques en 1942.